# Сент Питерсбург (Пенсилванија)
Сент Питерсбург (енгл. St. Petersburg) град је у америчкој савезној држави Пенсилванија.

## Демографија
По попису из 2010. године број становника је 400, што је 5 (-1,2%) становника мање него 2000. године.
| Група             | 2000.       | 2010.       |
| Белци             | 402 (99,3%) | 398 (99,5%) |
| Афроамериканци    | 0 (0,0%)    | 0 (0,0%)    |
| Азијати           | 0 (0,0%)    | 2 (0,5%)    |
| Хиспаноамериканци | 2 (0,5%)    | 0 (0,0%)    |
| Укупно            | 405         | 400         |